# Herminium lanceum
Herminium lanceum là một loài thực vật có hoa trong họ Lan. Loài này được (Thunb. ex Sw.) Vuikj mô tả khoa học đầu tiên năm 1961.